# شهرستان ایلام
شهرستان ایلام پرجمعیت‌ترین و یکی از شهرستان‌های استان ایلام ایران است. مرکز این شهرستان، شهر ایلام است. مردم این شهرستان به زبان کردی ایلامی صحبت می کنند.

## موقعیت جغرافیایی
شهرستان ایلام از شمال با شهرستان سیروان، از شمال غربی با شهرستان چوار، از جنوب غربی با شهرستان مهران، از جنوب با شهرستان ملکشاهی و از شرق با شهرستان بدره همسایه است.  کوه شنه چیر در شمال، کوه‎‌های شلم در شرق و قلاقیران در غرب و رشته کوه کبیر کوه در جنوب آن را احاطه نموده‌اند. سیاه کوه، مانشت و گچان نیز از کوه‌های مهم اطراف آن هستند. رودخانه‌های گدارخوش، تلخاب و قلا یا قلعه هم از رودهای مهم جاری در پیرامون این شهرستان می‌باشند.

## تقسیمات کشوری
شهرستان ایلام دارای ۲ بخش، ۴ دهستان و ۲ شهر به شرح زیر است:

### شهرستان ایلام
| بخش   | مرکز بخش | جمعیت بخش ۱۳۹۵ | نام دهستان | مرکز دهستان     | جمعیت دهستان ۱۳۹۵ | شهر      | جمعیت شهر ۱۳۹۵ |
| ----- | -------- | -------------- | ---------- | --------------- | ----------------- | -------- | -------------- |
| مرکزی | ایلام    | ۲۱۵٬۵۴۳ نفر    | ده پایین   | چال‌سرا          | ۱۳٬۷۲۶ نفر        | ایلام    | ۱۹۴٬۰۳۰ نفر    |
| مرکزی | ایلام    | ۲۱۵٬۵۴۳ نفر    | کشوری      | شهرک شهید کشوری | ۷٬۷۸۷ نفر         | ایلام    | ۱۹۴٬۰۳۰ نفر    |
| سیوان | جعفرآباد | ۷٬۲۲۷ نفر      | محمودآباد  | محمودآباد       | ۲٬۷۶۰ نفر         | جعفرآباد | ۲٬۲۳۷ نفر      |
| سیوان | جعفرآباد | ۷٬۲۲۷ نفر      | میش خاص    | میدان           | ۲٬۲۳۰ نفر         | جعفرآباد | ۲٬۲۳۷ نفر      |

## جمعیت
بر پایه سرشماری عمومی نفوس و مسکن در سال ۱۳۹۵، جمعیت شهرستان ایلام برابر با ۲۲۲٬۷۷۰ نفر بوده‌است.